# کتابخانه عمومی لس‌آنجلس
کتابخانه عمومی لس‌آنجلس (LAPL) یک سیستم کتابخانه عمومی در لس‌آنجلس، کالیفرنیا است که جدا از سیستم کتابخانه عمومی شهرستان لس‌آنجلس فعالیت می‌کند. این سیستم بیش از شش میلیون جلد کتاب را در خود جای داده است، و با حدود ۱۹ میلیون نفر ساکن در منطقه بزرگ لس‌آنجلس، به بزرگ‌ترین جمعیت شهری در بین تمام سیستم‌های کتابخانه عمومی در ایالات متحده خدمات ارائه می‌دهد. این سیستم توسط هیئتی از اعضای کمیسیون کتابخانه‌ها با پنج عضو که توسط شهردار لس‌آنجلس به صورت پلکانی منصوب می‌شوند، نظارت می‌شود و ۷۲ شعبه کتابخانه را در سراسر شهر اداره می‌کند. در سال ۱۹۹۷ یک مورخ محلی آن را به عنوان «یکی از بزرگ‌ترین و معتبرترین سیستم‌های کتابخانه‌ای در کشور» توصیف کرد.

## تاریخچه

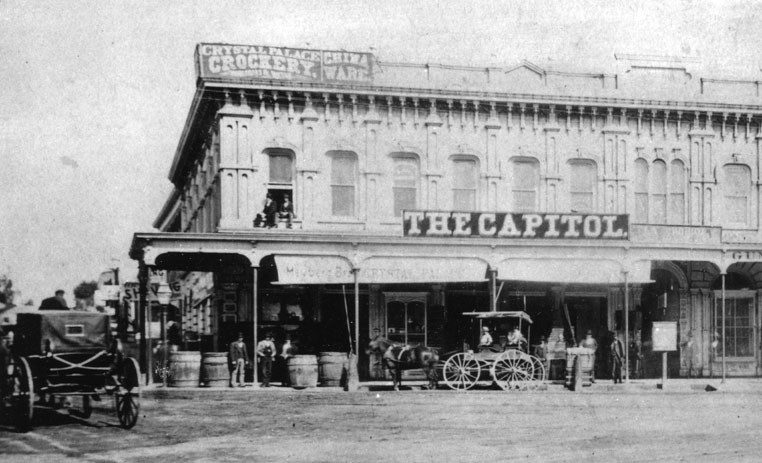
داونی بلوک، دهه ۱۸۸۰

انجمن کتابخانه‌های لس‌آنجلس در اواخر سال ۱۸۷۲ تشکیل شد و تا اوایل سال ۱۸۷۳، یک اتاق مطالعه مجهز در بلوک داونی در خیابان‌های تمپل و مین، تحت نظر اولین کتابدار، جان لیتلفیلد، افتتاح شد.

### کتابداران شهر
- ۱۸۷۳–۱۸۷۹: جان لیتلفیلد
- ۱۸۷۹–۱۸۸۰: پاتریک کانلی
- ۱۸۸۰–۱۸۸۴: مری فوی
- ۱۸۸۴–۱۸۸۹: جسی گاویت
- ۱۸۸۹–۱۸۸۹: لیدیا پرسکات
- ۱۸۸۹–۱۸۹۵: تسا کلسو
- ۱۸۹۵–۱۸۹۷: کلارا بل فاولر
- ۱۸۹۷–۱۹۰۰: هریت چایلد ودلی
- ۱۹۰۰–۱۹۰۵: مری لتیشیا جونز
- ۱۹۰۵–۱۹۱۰: چارلز فلچر لومیس
- ۱۹۱۰–۱۹۱۱: پرد رایت
- ۱۹۱۱–۱۹۳۳: اورت رابینز پری
- ۱۹۳۳–۱۹۴۷: آلتیا وارن
- ۱۹۴۷–۱۹۶۹: هارولد همیل
- ۱۹۶۹–۱۹۹۰: وایمن جونز
- ۱۹۹۰–۱۹۹۴: الیزابت مارتینز
- ۱۹۹۵–۲۰۰۴: سوزان گلدبرگ کنت
- ۲۰۰۴–۲۰۰۸: فونتین هولمز
- ۲۰۰۹–۲۰۱۲: مارتین گومز
- ۲۰۱۲ تا کنون: جان سابو

## کتابخانه مرکزی

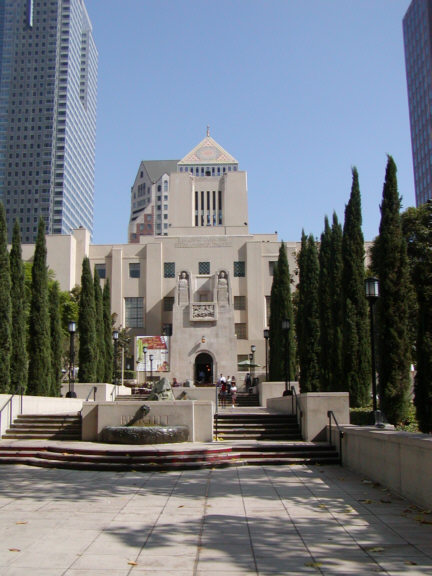
کتابخانه مرکزی لس‌آنجلس در خیابان فلاور

ساختمان کتابخانه مرکزی گودهو در سال ۱۹۲۶ ساخته شد و از بناهای دیدنی مرکز شهر لس‌آنجلس است. این بنا توسط معمار برترام گودهو طراحی شده است.  این آخرین اثر او بود، زیرا این مرد به‌طور ناگهانی در سال ۱۹۲۴ درگذشت. مجموعه کتابخانه مرکزی ریچارد ریوردن از نظر تعداد کتاب و نشریات، سومین کتابخانه عمومی بزرگ در ایالات متحده است. این ساختمان که در ابتدا کتابخانه مرکزی نام داشت، ابتدا به افتخار رئیس قدیمی هیئت کمیسیونرهای کتابخانه و رئیس دانشگاه کالیفرنیای جنوبی، روفوس بی. فون کلاین اسمید، تغییر نام داد. بخش جدید کتابخانه مرکزی که در سال ۱۹۹۳ تکمیل شد، به افتخار شهردار سابق، تام بردلی، نامگذاری شد. این مجموعه (یعنی ساختمان اصلی گودهو و بخش بردلی) متعاقباً در سال ۲۰۰۱ به نام شهردار سابق لس‌آنجلس، ریچارد ریوردان، به کتابخانه مرکزی ریچارد ریوردان تغییر نام داد. این ساختمان در سال ۱۹۸۶ در اثر آتش‌سوزی فاجعه‌باری سوخت و یک میلیون کتاب و بسیاری از اسناد دیگر (اختراعات، نمایشنامه‌ها، عکس‌ها) آسیب دیدند یا کاملاً نابود شدند. آتش‌سوزی عمدی مشکوک بود اما هرگز ثابت نشد.

## جوایز
کتابخانه عمومی لس‌آنجلس، مدال ملی خدمات موزه و کتابخانه را دریافت کرد، که بالاترین افتخار ملی است که به موزه‌ها و کتابخانه‌ها برای خدمت به جامعه اعطا می‌شود.